# Antonio de Peralta y Velasco
Antonio Peralta y Velasco (13 de septiembre de 1546-1596),  IV marqués de Falces). 

## Biografía
Hijo de Gastón de Peralta y Ana de Velasco, y bisnieto de la heroína y defensora del castillo de Marcilla del mismo nombre de su madre, quién fuera además mujer del I marqués de Falces y III conde de Santisteban de Lerín, Alonso Carrillo de Peralta. Recibió diversos títulos y condecoraciones, aparte de los heredados de su padre, y ocupó cargos de elevada importancia en la Casa Real de Navarra y de la Casa Real Española bajo Felipe II.
Se casó con Ana de Ocampo y tuvo una hija, Ana María de Peralta y Velasco quién casó con Jacques de Croy, y sobre la que continuó la herencia de su título. Fue muy querido en el pueblo de Marcilla, por las limosnas que daba y su sencillo trato. 
Su padre no sólo fue marqués de Falces, sino también barón de Marcilla, y sirvió lealmente a la causa de los infortunados y prófugos reyes de Navarra.
Antonio, por muerte de su padre acaecida el año 1587, vino a heredar el marquesado de Falces y baronía de Marcilla, siendo el cuarto marqués de este título. Condecorado como comendador de Cañaveral y también gentilhombre de la Cámara del rey Felipe II, monarca que le invistió ese mismo año como su mayordomo Mayor.
A su muerte, en 1596, finalizó la línea masculina del Marquesado.
- Datos: Q8201597